# Theodoxus maresi
Theodoxus maresi е вид коремоного от семейство Neritidae.

## Разпространение
Видът е разпространен в Алжир и Мароко.